# Leutmerken
Leutmerken ist Pfarrdorf in der politischen Gemeinde Amlikon-Bissegg im Bezirk Weinfelden des Kantons Thurgau in der Schweiz. Leutmerken war von 1803 bis 1816 eine Munizipalgemeinde mit den Ortsgemeinden Griesenberg, Amlikon, Bissegg und Strohwilen.

## Geschichte
Leutmerken ist 814 (?) erwähnt als Liutmarinhchova.
Der Name Leutmerken stammt von Liutmar, dem ersten Besiedler des Gebietes.
Mitte des 12. Jahrhunderts sind die Freiherren von Bussnang und später die Freiherren von Griesenberg als Besitzer Leutmerkens belegt. Den Kirchensatz besass das Stift Reichenau, das die Kollatur dem Gerichtsherrn und die Gefälle dem Pfarrer vergab. 1275 existierte ein Dekanat Leutmerken. 1791 und von 1816 bis 1994 war Leutmerken Teil der Ortsgemeinde Griesenberg und damit der Munizipalgemeinde Amlikon.
Die Reformation war früh erfolgreich.
1548 floh der Konstanzer Reformator Ambrosius Blarer nach Leutmerken, wo er noch 1563 als evangelischer Pfarrer wirkte.
1607 trat Gerichtsherr Marx von Ulm zum Katholizismus über; als wegen der Pest von 1611 zehn Häuser leer standen, kaufte er diese auf und verlieh sie an Katholiken. Bald erreichte er die Wiederaufnahme der Messe. In der Mediation ging die Kollatur von der Stadt Luzern an den Kanton Thurgau über. Die Kirchgemeinde Leutmerken und die Pfarrei Leutmerken entschieden sich 1967 für die Beibehaltung der Parität.

## Wirtschaft
In Leutmerken wird Wiesen-, Obst- und Weinbau betrieben. 1904 entstand eine Käserei. Eine Metalldrückerei bietet einige Arbeitsplätze.

## Sehenswürdigkeiten
Leutmerken ist im Inventar der schützenswerten Ortsbilder der Schweiz aufgeführt.
Die paritätische Kirche Leutmerken wurde erstmals 1275 erwähnt. 1462 und später erfolgten Erneuerungen. Das Mauerwerk des Langhauses ist bis zur Fensterbankhöhe noch romanisch, der Teil darüber sowie der Chor stammen aus dem Jahr 1634, der Turm aus dem Jahr 1556.

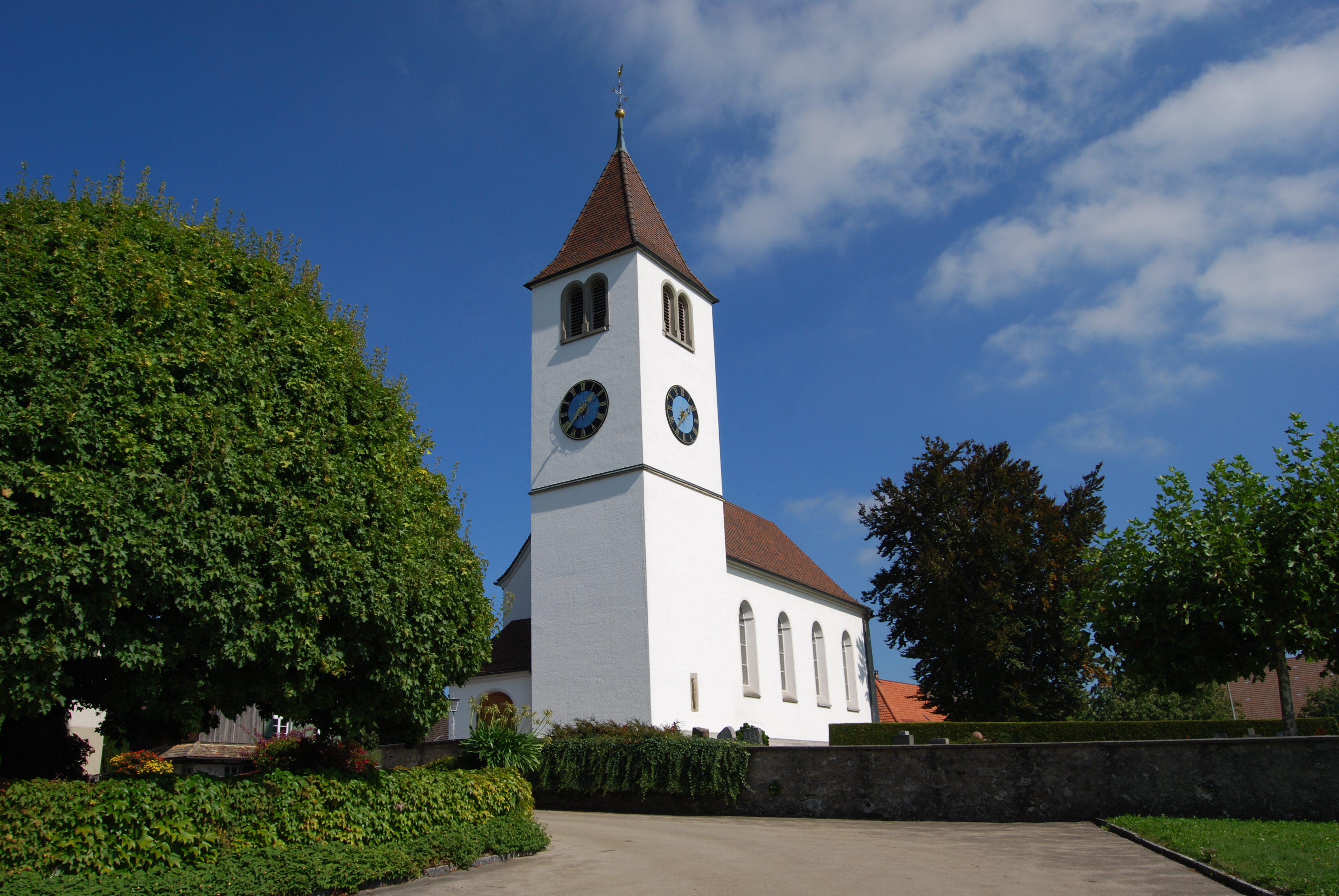
Paritätische Kirche St. Peter und Paul
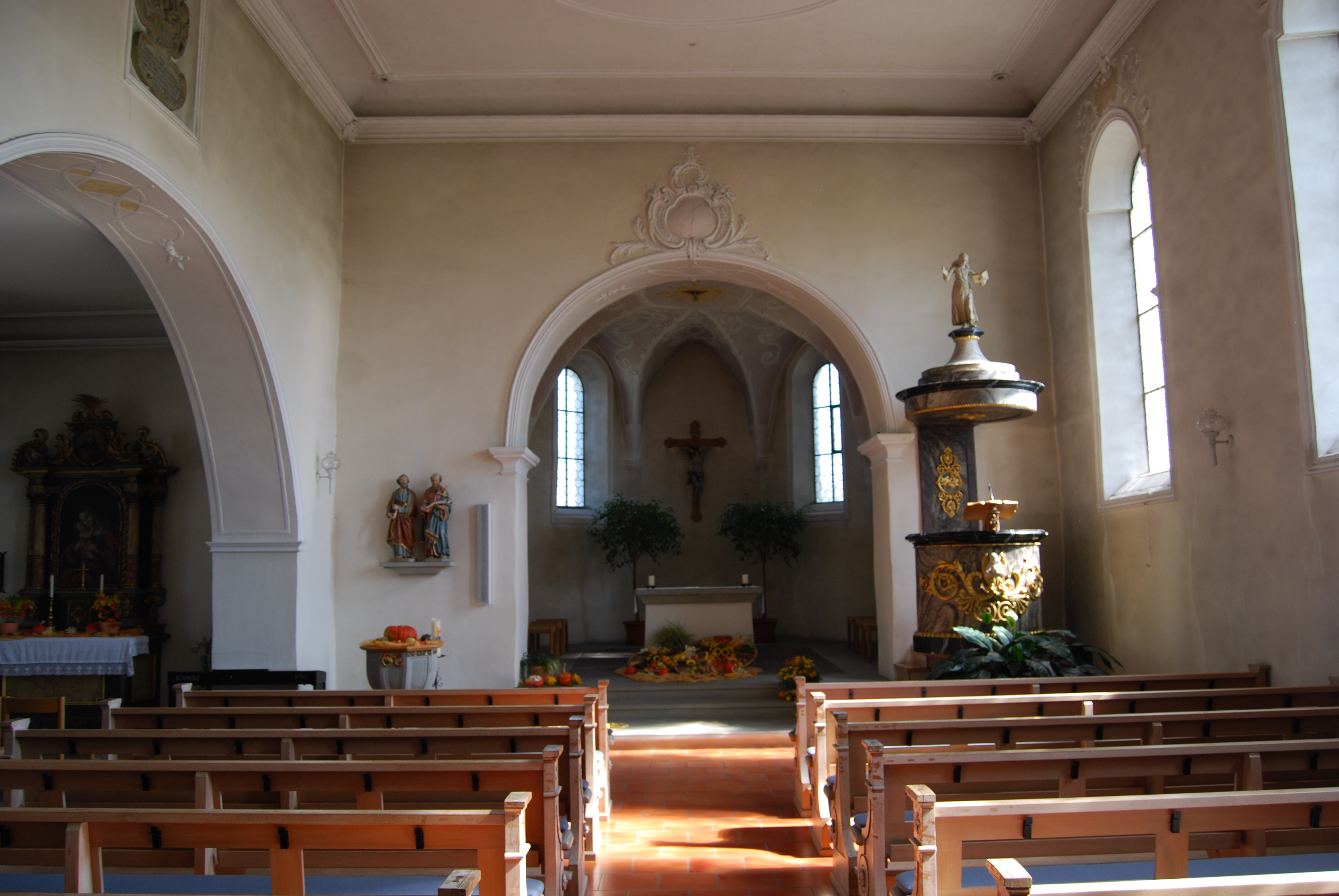
Innenraum der Pfarrkirche
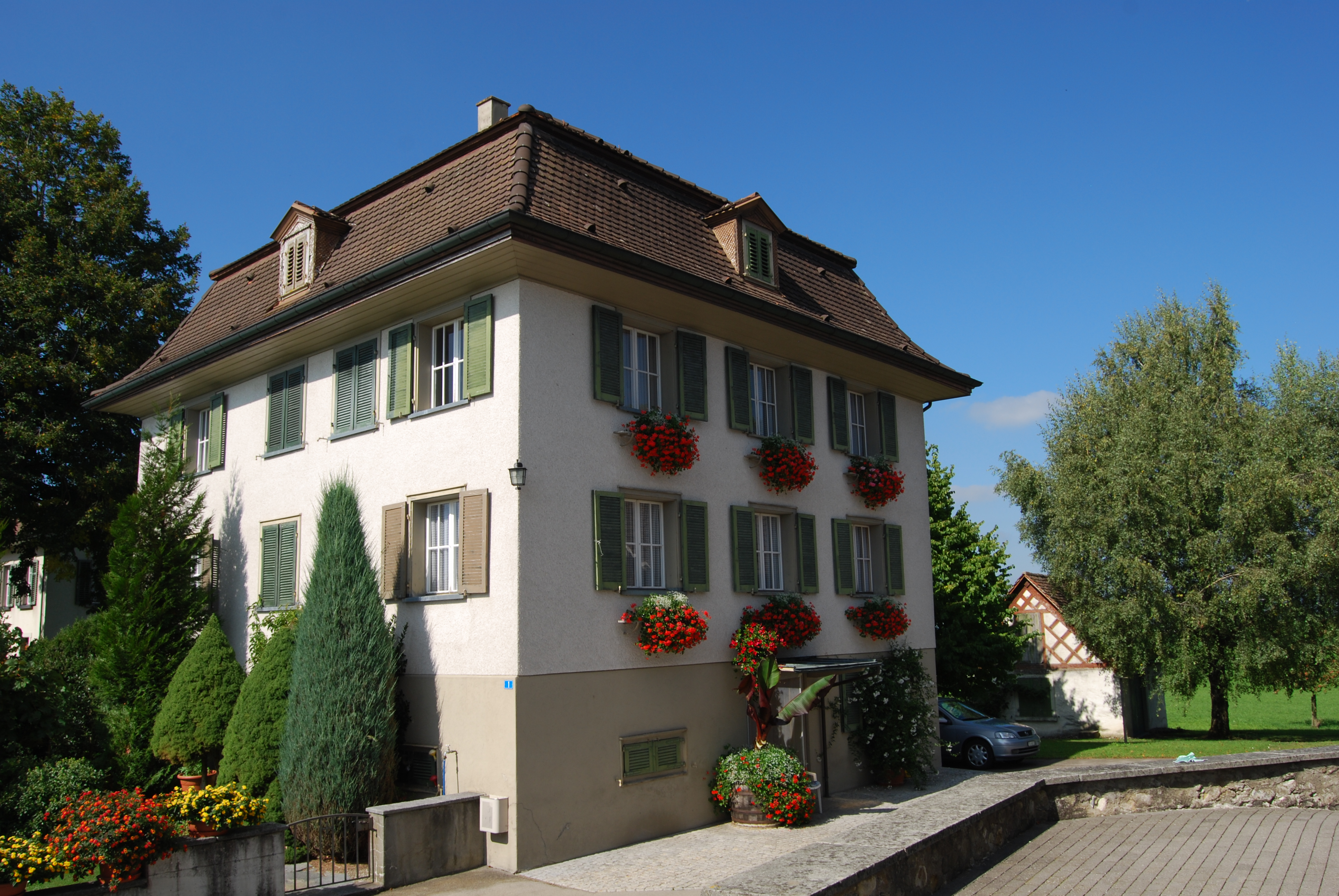
Pfarrhaus
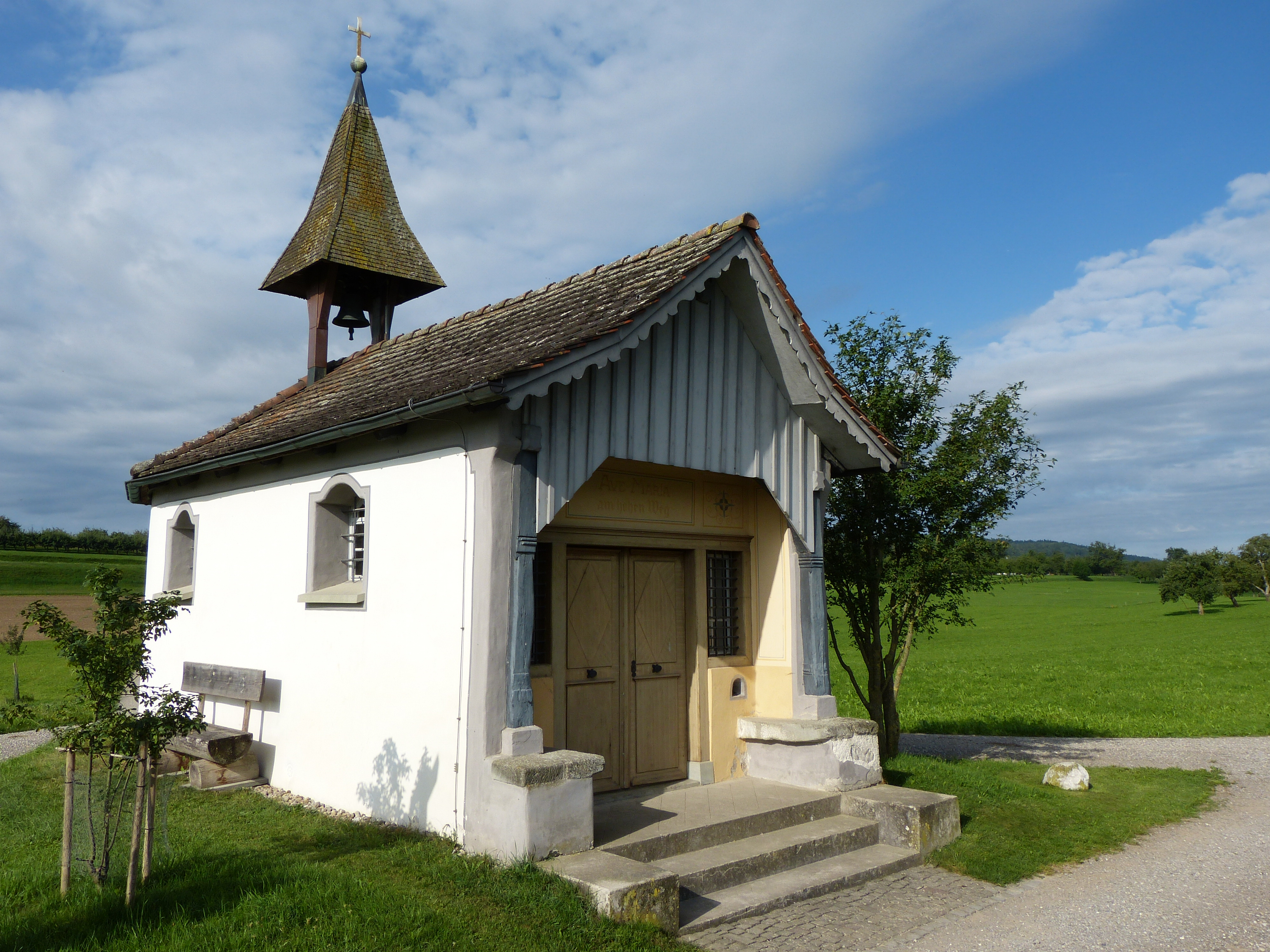
Kapelle Maria am hohen Wege